# Stuart Stone

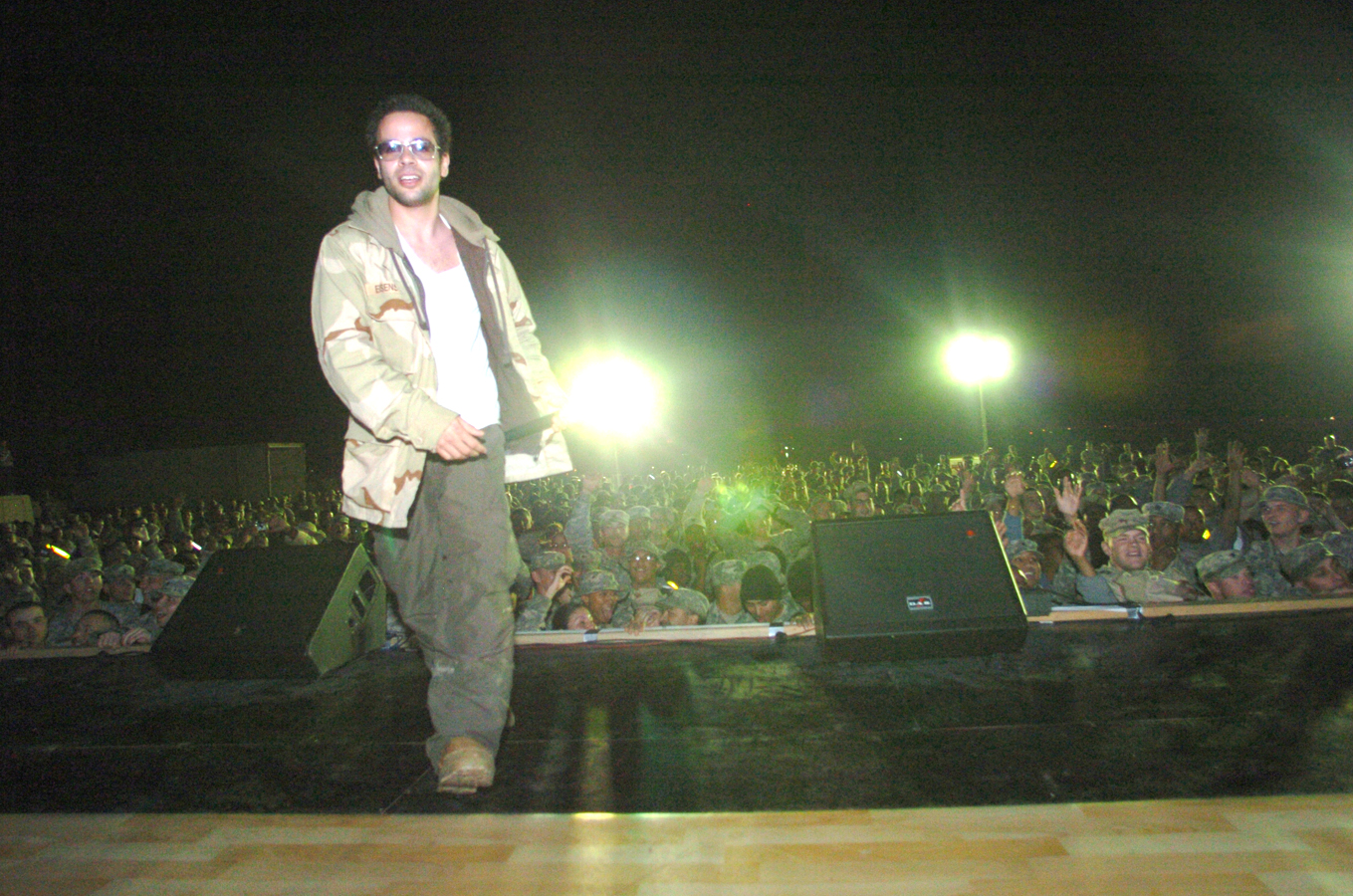
Stuart Stone (2007)

Stuart „Stu“ Stone (* 17. November 1980 in Thornhill, Ontario als Stuart Eisenstein) ist ein kanadischer Schauspieler, Synchronsprecher, Fernseh- und Filmproduzent, Drehbuchautor, Filmkomponist, Filmregisseur und Rapper. Er begann seine Schauspielkarriere 1984 als Kinderdarsteller.

## Leben
Der jüdische Stone wurde am 17. November 1980 in Thornhill geboren. Er besuchte die Thornlea Secondary School. Seine Eltern führten ein Franchise, das Hockey- und Baseballkarten verkaufte. Nach dem Abitur zog er nach Los Angeles, Kalifornien, um seine Schauspielkarriere fortzusetzen, die er 1984 in einer Episode der Fernsehserie The Edison Twins begann. 1987 übernahm er in der Zeichentrickserie Max und sein Kuschelmonster seine erste Tätigkeit als Synchronsprecher.
Ihn verbinden tiefe Freundschaften zur US-amerikanischen Sängerin und Schauspielerin Alisan Porter und zum kanadischen Schauspieler Devon Sawa.
2011 veröffentlichte er das Lied Super Bird, in dessen Musikvideo er außerdem mitwirkte. 2013 folgte die Single Ordinary Girl. Er tritt in verschiedenen Funktionen als Produzent, Autor und Regisseur in Erscheinung. Sein erfolgreichstes Format ist Championship Wrestling from Hollywood, wovon zwischen 2010 und 2016 110 Episoden ausgestrahlt wurden.

## Filmografie

### Schauspieler
- 1984: The Edison Twins (Fernsehserie, Episode 2x04)
- 1984: Himmelskörper (Heavenly Bodies)
- 1984–1988: The Wayne & Shuster Superspecial (Fernsehserie, 5 Episoden)
- 1986: Kay O’Brien (Fernsehserie, Episode 1x04)
- 1986: Verschollen auf hoher See (Lost!)
- 1987: Insect
- 1988: Krieg der Welten (War of the worlds) (Fernsehserie, Episode 1x04)
- 1989: St Nicholas and the Children
- 1989–1993: Katts und Dog (Katts and Dog) (Fernsehserie, 7 Episoden)
- 1992: Das Tollhaus (Maniac Mansion) (Fernsehserie, Episode 3x05)
- 1992: Die Herbstzeitlosen (Used People)
- 1994: Grusel, Grauen, Gänsehaut (Are You Afraid of the Dark?) (Fernsehserie, Episode 3x11)
- 1995: Gänsehaut – Die Stunde der Geister (Goosebumps) (Fernsehserie, Episode 1x07)
- 1995–1997: Tucker James, der Highschool-Blitz (Flash Forward) (Fernsehserie, 7 Episoden)
- 1996: Boys Club – Der Killer im Versteck (The Boy's Club)
- 1996: What Kind of Mother Are You? (Fernsehfilm)
- 1997: Rescuers – Die Geschichte der Helden (Rescuers: Stories of courage: Two couples) (Fernsehfilm)
- 1997: Beverly Hills, 90210 (Fernsehserie, Episode 8x12)
- 1998: Pacific Blue – Die Strandpolizei (Pacific Blue) (Fernsehserie, Episode 3x16)
- 1998: Voodoo Dawn
- 1999: Pretender (Fernsehserie, Episode 3x09)
- 1999: Vendetta – Das Gesetz der Gewalt (Vendetta)
- 2000: King of B-Movies
- 2000: Damaged Goods (Fernsehfilm)
- 2001: Donnie Darko
- 2001: Joyride – Spritztour (Joy Ride)
- 2002: Boston Public (Fernsehserie, Episode 2x15)
- 2002: Das sexte Semester (Sorority Boys)
- 2004: Mutant X (Fernsehserie, Episode 3x15)
- 2004: Serial Killing 4 Dummys
- 2004: Navy CIS (NCIS) (Fernsehserie, Episode 1x21)
- 2005: Braceface (Fernsehserie, Episode 3x11)
- 2006: Pope Dreams
- 2006: Jamie Kennedy & Stu Stone Feat. Bob Saget: Rollin' with Saget (Kurzfilm)
- 2007: Friday Night Cranks (Mini-Serie)
- 2007: Kickin' It Old Skool
- 2008: Bitten
- 2009: 2 Dudes and a Dream
- 2010: Endure
- 2010–2019: Championship Wrestling from Hollywood (Fernsehserie, 83 Episoden)
- 2011: This Is How Rumors Start (Fernsehserie)
- 2011: Mobsters (Fernsehserie, Episode 1x05)
- 2011: Hard Love
- 2013: A Resurrection
- 2015: Fated (Kurzfilm)
- 2015: Kantemir
- 2015: Der Sturm – Life on the Line (Life on the Line)
- 2016: Gearheads
- 2016: Little Savages
- 2016: The Haunted House on Kirby Road
- 2016–2017: Whisker Haven Tales with the Palace Pets (Fernsehserie, 2 Episoden)
- 2017: Epic Studios (Fernsehserie, Episode 1x10)
- 2017: GFW Amped (Fernsehserie, 2 Episoden)
- 2020: Lil Yachty, Drake & DaBaby: Oprah's Bank Account (Kurzfilm)
- 2020: Tar
- 2020: Faking a Murderer
- 2021: Stu Sessions (Fernsehserie)
- 2022: Vandits
- 2024: Don't F**k with Ghosts

### Produzent
- 2006: Jamie Kennedy: Unwashed
- 2006: Blowin' Up (Fernsehserie, 8 Episoden)
- 2007: Kickin' It Old Skool
- 2012: KDOC First Night 2013
- 2013: Criss Angel Believe (Fernsehserie, 10 Episoden)
- 2014: The Sheik (Dokumentation)
- 2016: The Haunted House on Kirby Road
- 2017: I Pranked My Parents (Fernsehserie, 10 Episoden)
- 2017: Scarecrows
- 2018: Jack of all Trades (Dokumentation)
- 2018: The Thrillusionists (Fernsehserie, 9 Episoden)
- 2018: Junk Drawer Magical Adventures (Fernsehserie)
- 2018: Championship Wrestling from Hollywood (Fernsehsendung)
- 2019: The 410 (Mini-Serie, Episode 1x01)
- 2020: Faking a Murderer
- 2021: Dark Side of the Ring (Fernsehserie, 3 Episoden)
- 2021: Stu Sessions (Fernsehserie)

### Drehbuch
- 2006: Blowin' Up (Fernsehserie, 8 Episoden)
- 2006: Jamie Kennedy & Stu Stone Feat. Bob Saget: Rollin' with Saget (Kurzfilm)
- 2010–2016: Championship Wrestling from Hollywood (Fernsehserie, 110 Episoden)
- 2012: KDOC First Night 2013
- 2016: Junk Drawer Magic (Fernsehserie, 4 Episoden)
- 2016: The Haunted House on Kirby Road
- 2017: Scarecrows
- 2018: Jack of all Trades (Dokumentation)
- 2018: The Thrillusionists (Fernsehserie, 10 Episoden)
- 2018: Junk Drawer Magical Adventures (Fernsehserie, 10 Episoden)
- 2018: The Chair (Kurzfilm)
- 2020: Faking a Murderer
- 2021: Stu Sessions (Fernsehserie)
- 2022: Vandits
- 2022: Camp Radio (Fernsehserie, 10 Episoden)
- 2024: Don't F**k with Ghosts

### Regie
- 2016: The Haunted House on Kirby Road
- 2017: Scarecrows
- 2018: Jack of all Trades (Dokumentation)
- 2018: The Thrillusionists (Fernsehserie, 9 Episoden)
- 2018: The Chair (Kurzfilm)
- 2020: Faking a Murderer

## Kompositionen
- 2006: Jamie Kennedy: Unwashed
- 2007: Kickin' It Old Skool
- 2008: Bitten
- 2008: The Chef Jeff Project (Fernsehserie, 6 Episoden)
- 2009: 2 Dudes and a Dream
- 2009: The Real Housewives of Atlanta (Fernsehserie, 10 Episoden)
- 2009: Wild Chicks
- 2009–2010: Keeping Up with the Kardashians (Reality-Show, 8 Episoden)
- 2014: 20 Moves (Dokumentation)
- 2016: The Haunted House on Kirby Road
- 2017: Scarecrows
- 2018: Jack of all Trades (Dokumentation)
- 2019: The 410 (Mini-Serie, 2 Episoden)

## Synchronsprecher (Auswahl)
- 1987: Max und sein Kuschelmonster (My Pet Monster) (Zeichentrickserie, 6 Episoden)
- 1988: Alf im Märchenland (The Alf Tales) (Zeichentrickserie)
- 1988: Clifford's Fun with Sounds (Zeichentrickkurzfilm)
- 1988: Clifford's Fun with Shapes (Zeichentrickkurzfilm)
- 1988: Clifford's Fun with Rhymes (Zeichentrickkurzfilm)
- 1988: Clifford's Fun with Opposites (Zeichentrickkurzfilm)
- 1988: Clifford's Fun with Numbers (Zeichentrickkurzfilm)
- 1988: Clifford's Fun with Letters (Zeichentrickkurzfilm)
- 1989: The Teddy Bears' Picnic (Zeichentrickfilm)
- 1989: Babar – Der Film (Babar: The Movie) (Zeichentrickfilm)
- 1989–1991: Babar der Elefantenkönig (Zeichentrickserie, 65 Episoden)
- 1990: Die Abenteuer von Super Mario Bros. 3 (The Adventures of Super Mario Bros. 3) (Zeichentrickserie, 26 Episoden)
- 1991: Die Raccoons (The Raccoons) (Zeichentrickserie, 7 Episoden)
- 1991: Swamp Thing (Zeichentrickserie, 4 Episoden)
- 1991: Beetlejuice – Ein außergewöhnlicher Geist (Zeichentrickserie, Episode 3x08)
- 1991: Bill und Teds irre Abenteuer (Bill & Ted's Excellent Adventures) (Zeichentrickserie, 8 Episoden)
- 1991: Rupert (Zeichentrickserie, 13 Episoden)
- 1991: Wish Kid (Zeichentrickserie, 13 Episoden)
- 1991: Super Mario Welt (Zeichentrickserie, 13 Episoden)
- 1992: The Teddy Bears' Christmas (Zeichentrickfernsehfilm)
- 1992–1994: Jim Henson’s Dog City (Fernsehserie, 6 Episoden)
- 1992–1995: X-Men – Der Kampf geht weiter (X-Men) (Zeichentrickserie, 17 Episoden)
- 1993–1994: Geschichten aus der Gruft (Tales from the Cryptkeeper) (Zeichentrickserie, 6 Episoden)
- 1993–1997: The Busy World of Richard Scarry (Zeichentrickserie, 36 Episoden)
- 1994: Monster Force (Zeichentrickserie, 13 Episoden)
- 1994: Mirabelle and Me (Fernsehfilm)
- 1994–1995: Highlander (Highlander: The Animated Series) (Zeichentrickserie, 3 Episoden)
- 1994–1997: Der Zauberschulbus (The Magic School Bus) (Zeichentrickserie, 52 Episoden)
- 1995: Der Tick (The Tick) (Zeichentrickserie, Episode 2x05)
- 1995: Ultraforce (Zeichentrickserie, Episode 1x01)
- 1996: Journey to the Center of the Earth (Zeichentrickfernsehfilm)
- 1996: Jungle Boy (Zeichentrickkurzfilm)
- 1996: The Adventures of Moby Dick (Zeichentrickfilm)
- 1999: George and Martha (Zeichentrickserie, Episode 1x08)
- 2000–2001: Gingers Welt (As Told by Ginger) (Zeichentrickserie, 4 Episoden)
- 2001–2002: Da Mob (Zeichentrickserie, 7 Episoden)
- 2003: Rugrats (Zeichentrickserie, Episode 9x07)
- 2003–2004: Knights of the Zodiac (Zeichentrickserie, 39 Episoden)
- 2004: Cyber-Jagd (Cyberchase) (Zeichentrickserie, Episode 3x04)
- 2005–2006: Carl² (Zeichentrickserie, 14 Episoden)
- 2017–2018: Der Zauberschulbus ist wieder unterwegs (The Magic School Bus Rides Again) (Zeichentrickserie, 3 Episoden)

## Diskografie (Auswahl)
Album
- 2006: Jamie Kennedy & Stu Stone – Blowin' Up, Label: JKss Records

Singles
- 2006: Jamie Kennedy & Stu Stone – Circle Circle Dot Dot / Rollin' With Saget, Label: JKss Records
- 2006: Jamie Kennedy & Stu Stone – Circle Circle Dot Dot, Label: JKss Records
- 2006: Jamie Kennedy & Stu Stone Feat. Paul Wall – Mattress Mack, Label: JKss Records
- 2007: Jamie Kennedy & Stu Stone – Circle Circle Dot Dot, Label: JKss Records
- 2008: Kaz James Ft. Stu Stone – Breathe, Label: Sony Music Entertainment